# Dragon Drive
Dragon Drive (japanisch ドラゴンドライブ) ist ein Manga von Kenichi Sakura, der von 2001 bis 2006 in Japan erschienen ist. Im Jahr 2002 kam eine Anime-Adaption von Studio Madhouse heraus.

## Handlung
Der faule Mittelschüler Reiji Ozora ist in der Schule schrecklich. Seine Jugendfreundin Maiko Yukino ist es leid, zu sehen, wie er alles aufgibt und weiterhin so schlechte Leistungen in der Schule zeigt. Sie zeigt Reiji das Virtual-Reality-Spiel Dragon Drive. Es ist ein Kampfspiel, in dem Spieler und ihre Drachenpartner in einer Virtual-Reality-Stadt gegeneinander antreten. Reijis allgemein faule Persönlichkeit und glanzlose Schulleistungen führen dazu, dass er einen scheinbar ebenso faulen kleinen Drachen gewinnt, den er Chibi nennt. Erst später zeigen sich ihre beiden wahren Stärken, als Chibi, obwohl er klein ist und bei seinem ersten Auftritt schläft, sich als der seltenste Drache im Spiel entpuppt. Als Reiji und Chibi im geheimen „D-Room“ trainieren, erscheint ein seltsam aussehender Drache am Himmel, der Reiji und seine Freunde in eine andere Welt namens Rikyu versetzt.

## Veröffentlichung
Der Manga Dragon Drive wurde von Kenichi Sakura geschrieben und gezeichnet. Er wurde ursprünglich von 2001 bis 2006 in Gekkan Shōnen Jump von Shūeisha veröffentlicht. Die Serie wurde von Viz Media ins Englische übersetzt.

## Anime
Die Animeserie wurde von Studio Madhouse produziert. Regie führte Toshifumi Kawase, die Charakterdesigns stammen von Takahiro Umehara und die künstlerische Leitung lag bei Hidetoshi Kaneko. Der Anime lief vom 4. Juli 2002 bis zum 27. März 2003 auf TV Tokyo. Englische und chinesische Fassungen wurden auf Kaufmedien veröffentlicht.

### Synchronisation
| Rolle             | japanischer Sprecher (Seiyū) |
| ----------------- | ---------------------------- |
| Chibisuke / Chibi | Chinami Nishimura            |
| Reiji Ozora       | Romi Park                    |
| Mukai             | Rica Matsumoto               |
| Sally             | Akemi Okamura                |
| Maiko Yukino      | Yuko Sasamoto                |

### Musik
Die Musik der Serie komponierte Shinkichi Mitsumune. Das Vorspannlied ist TRUE von Mikuni Shimokawa. Der Abspann ist unterlegt mit Tatta Hitosuno, gesungen von Mikuni Shimokawa.